# 雪梨地鐵“都會”車型
悉尼地铁 都會 車型是在悉尼地铁网络上运行的一类電聯車。該型號列车由阿尔斯通建造，属于大都會型列車系列，是澳大利亚第一種自動運行客运车辆，也是自 20 世纪 90 年代單層列車退出郊区铁路网络以来在悉尼运营的第一批单层列车。随着雪梨地铁西北线的开通，2019 年共有 176 节车厢（22 组 6 节车厢）投入使用。另外 23 組車輛正在逐步为城市和西南延伸线推出，将于 2024 年投入使用，从而将 都會 車隊规模扩大到 45 組。

## 历史
在列車正式引入服务之前，新列车的全尺寸模型已建成供公众展示，並在年度 悉尼皇家复活节展覽會展出。 在展覽會上展出了列車的前部，大约是最终设计长度的75％，模型車廂配有两扇门而不是最終設計上的三扇门。
該型號列車是由阿爾斯通位于印度的机车车辆製造廠生產的，   第一列列车于 2017 年 9 月 26 日抵达澳洲
2018 年 2 月，第一批列车开始动态测试。 对列車制動、乘客信息显示、照明和车门进行了测试。 
在 2019 年 11 月， MTS 获得了一份在地鐵網絡上運營機車車輛長達十年的合同。为了慶祝新合同，MTS 加购了 23 辆 都會 车辆，到 2024 年城市&西南綫扩建计划开放时，车队总数将达到 45 辆（如果人流龐大，列車編組可能会增加到 8 車編組）。 
該型號地鐵車輛于 2019 年 5 月 26 日在地鐵西南綫上正式啓用。

## 设计

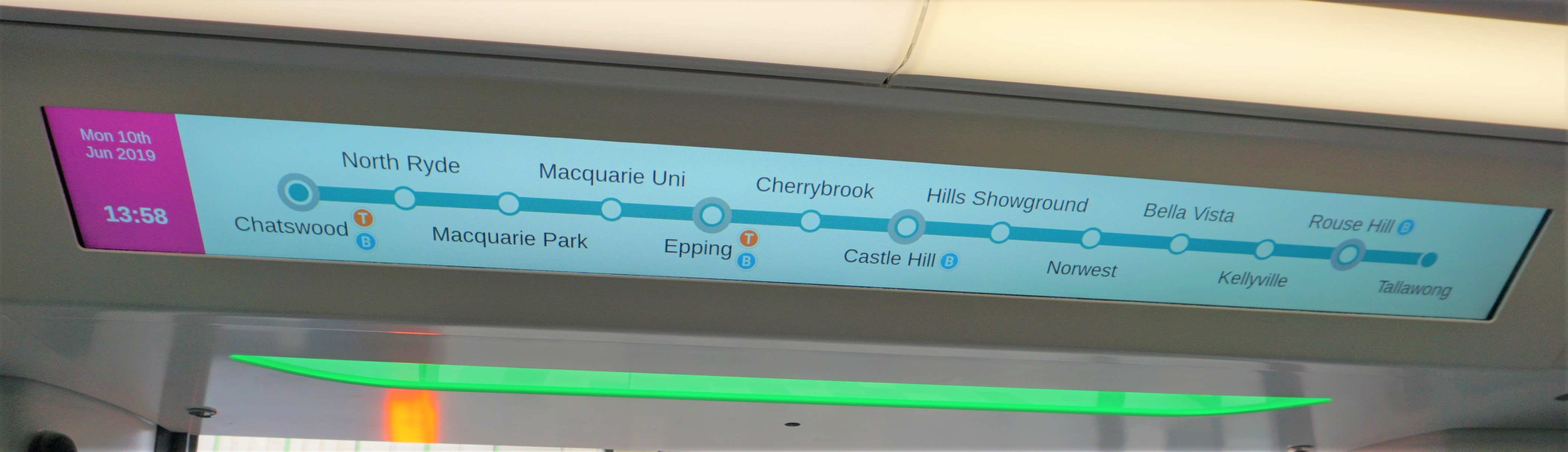
車廂内的数字显示器

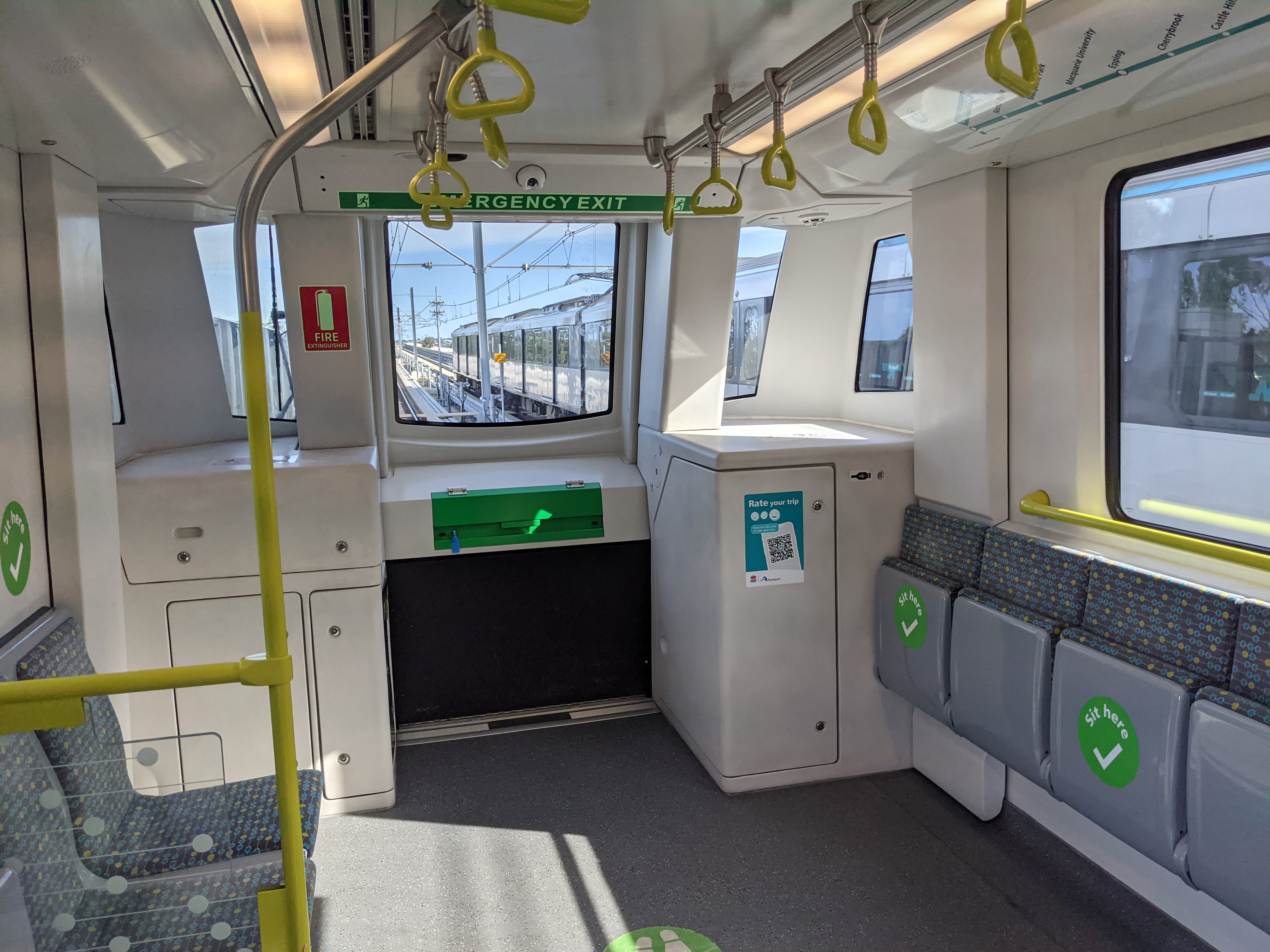
列車的驾驶端

每組列车均设有两个专门放置婴儿车、行李和自行车的区域。車輛采用側邊三開門設計，车厢與車廂之間没有内部舷梯门設計。 列车采用 6 节车厢配置，單車廂可容纳 378 人，編組總容量为 1,100 人。 列车采用阿尔斯通的Urbalis 400自动化等级信号系统，确保列车能够在无人值守的情况下自动驾驶和运行，包括关门、障碍物检测和紧急情况的處理，並達到了 GoA 4 級標準。  
列车的每节车厢均设有纵向“长凳式”座位（类似于大多数地铁快速交通/地铁列车），并为优先乘客和残疾乘客提供颜色鲜明的座位。 轮椅空间的座椅可以折叠起来，以便容纳婴儿车和轮椅。每个门口上方均安装有门口状态灯，当门完全关闭时呈白色亮起，当门完全打开时呈绿色亮起，当门打开或关闭时呈红色闪烁。
都會 的特点包括闭路电视摄像机、内部乘客信息显示 (PID) 屏幕和数字语音播报。 PID 屏幕會显示下一站的名称，以及開門方向的提示。列車同時配备了空调和紧急帮助点。 01 号和 02 号车的尾部还设有 USB 充电端口 
都會 可以通过位于Rouse Hill的控制中心进行操作。如果系统无法运行列车，工程师可以手动接管列车的。

### 車輛組成
270 辆 都會 车厢组成 45 个六节车厢组。车辆编号如下：
|         | ←塔拉旺    | ←塔拉旺     | ←塔拉旺     | 車士活→     | 車士活→    | 車士活→     |
| 01 : 45 | 0101 :4501 | 0103 : 4503 | 0105 : 4505 | 0106 : 4506 | 0104 :4504 | 0102 : 4502 |

- 01 号车和 02 号车是控制拖车。
- 03、04号车为受电弓非控制动车。
- 05、06号车为非控制动车。

01 号车始终面向 塔拉旺 方向，而 02 号车始终面向 車士活 方向。
如果有加長編組的需求，車輛編組會加長至 8 辆车厢，将在 05 号车厢和 06 号车厢之间添加两节填充车厢。